# Gallus (rodzaj ptaków)
Gallus – rodzaj ptaków z podrodziny bażantów (Phasianinae) w rodzinie kurowatych (Phasianidae).

## Zasięg występowania
Rodzaj obejmuje gatunki występujące w orientalnej Azji.

## Morfologia
Długość ciała samców 65–80 cm, samic 35–46 cm; masa ciała samców 672–1450 g, samic 485–1050 g.

## Systematyka

### Etymologia
- Gallus: łac. gallus „kogut, kogut gospodarski”[8].
- Alector: gr. αλεκτωρ alektōr, αλεκτορος alektoros „kogut”[9]. Gatunek typowy: Phasianus gallus Linnaeus, 1758.
- Creagrius: gr. κρεαγριον kreagrion „haczyk, widły” (tj. z rozwidlonym ogonem), od zdrobnienia κρεαγρα kreagra „hak do mięsa”, od κρεας kreas, κρεως kreōs „mięso”; αγρεω agreō „złapać”[10]. Gatunek typowy: Phasianus varius Shaw, 1798.
- Gallina: łac. gallina „kura”, od gallus „kogut”[11]. Gatunek typowy: Phasianus gallus Linnaeus, 1758.
- Pliogallus: gr. πλειων pleiōn „więcej, większy”, forma wyższa od πολυς polus „dużo”; rodzaj Gallus Brisson, 1760 (kur)[12]. Gatunek typowy: †Pliogallus crassipes Gaillard, 1939.

### Podział systematyczny
Do rodzaju należą następujące gatunki:
- Gallus varius (Shaw, 1798) – kur zielony
- Gallus gallus (Linnaeus, 1758) – kur bankiwa
- Gallus sonneratii Temminck, 1813 – kur siwy
- Gallus lafayettii Lesson, 1831 – kur cejloński